# Volta a Líbia
La Volta a Líbia era una cursa ciclista per etapes que es disputava a Líbia durant el mes de març. La seva primera edició es disputà el 2007 formant part de l'UCI Àfrica Tour, amb una categoria 2.2. Després del 2010 ja no es va tornar a fer degut principalment per la guerra que va patir el país.

## Palmarès
| Any  | Vencedor           | Segon         | Tercer          |
| ---- | ------------------ | ------------- | --------------- |
| 2007 | Ahmed Mohammed Ali | Omar Hasanein | Hassan Ben Nasr |
| 2008 | Omar Hasanein      | Roman Broniš  | Pavol Polievka  |
| 2009 | No disputada       |               |                 |
| 2010 | Ahmed Belgasem     | Meron Russom  | Driss Hnini     |